# Iso-Karkeinen
Iso-Karkeinen är en ö i Finland. Den ligger i sjön Vuotjärvi och i kommunen Kuopio (tidigare Juankoski) i den ekonomiska regionen  Nordöstra Savolax ekonomiska region  och landskapet Norra Savolax, i den centrala delen av landet, 400 km nordost om huvudstaden Helsingfors. Öns area är 2,35 kvadratkilometer och dess största längd är 2,2 kilometer i nord-sydlig riktning.